# Абу Абдалла III
Абу Абдалла III Мухаммад аль-Мутаваккиль, или Абу Абдалла III (ум. 1470)― двадцатый правитель Тлемсена из династии Абдальвадидов (1462-1470).

## Биография
В 1437 году принц Мухаммад аль-Мутаваккиль, находившийся в изгнании в Тунисе, вернулся во владения Абдальвадидов и при поддержке лидера клана Бени-Амер Абу Зайяна Мухаммада аль-Мастона захватил Алжир 5 января 1439 года. Аль-Мастон взял власть в городе, а аль-Мутаваккиль отправился на Митиджу и Медеа. Позже он захватил Милиану и напал на Тенес. 7 марта 1440 года в Алжире вспыхнуло восстание, и восставшие убили Абу Зайяна. Аль-Мутаваккил смог удержать контроль над Тенесом и везде, кроме Алжира, однако силы его стали иссякать.
В 1461 году аль-Мутаваккиль покинул Милиану и двинулся со своими силами к Тлемсену. Добившись капитуляции Орана, он осадил столицу и на третий день, 4 февраля 1462 года, захватил её. Отец аль-Мутаваккиля, эмир Абу Аббас Ахмад I, бежал в Хаббед, а аль-Мутаваккиль был провозглашён эмиром под именем Абу Абдалла III.
Абу Аббас Ахмад вскоре был пленён войсками Абу Абдаллы, но тот решил помиловать отца и отправить в изгнание в Гранаду. Однако бывший эмир вскоре вернулся и во главе объединённой армии из арабов и берберов осадил Тлемсен (июль 1463 года). В завершение двухнедельной осады Абу Аббас Ахмад был убит в решающей битве с защитниками города.
Родственник Абу Абдаллы Мухаммад ибн Абд-ар-Рахман ибн Абу Усман, который поддерживал Абу-Аббаса Ахмада, вскоре заявил о своих претензиях и при поддержке клана Шиккак вновь осадил Тлемсен. Часть осаждавших даже успела войти в город, но встретила сильное противодействие со стороны населения, и те, кто не был убит, бежали. Осаждающая армия была деморализована, и многие дезертировали. Оставшиеся повстанцы под предводительством принца Мухаммада ибн Галиба, брата Мухаммада, отступила к Уджде, откуда планировалось новое восстание. После нескольких удачных атак против правительственных войск Мухаммад ибн Галиб отправился в горы Бени-Урнид, где был убит солдатами эмира 19 июня 1464 года.
В 1466 году делегация знати Тлемсена отправилась ко двору Туниса, чтобы попросить хафсидского султана Абу Умар Усман ибн Масуда низложить Абу Абдаллу III, указав на то, что эмир нарушил вассальную присягу Тунису (вассалитет был установлен в 1431 году и во многом был номинальным, особенно после 1462 года). Знать также готовила восстание при поддержке конфедерации племён Донавида и некоторых других племён. Абу Умар Усман решил назначить нового эмира - Абу Джамиля Зайяна ибн Абу Малека Абд аль-Вахида (май 1466 года), сына бывшего эмира Абу Малека I. Во главе тунисских войск, помимо султана, встали Мухаммад ибн Фарх аль-Джабай и шейх Ахмад аль-Банзарти. В то время как Абу Умар Усман покинул Тунис (24 июня 1466 года), глава конфедерации племён Донавида шейх Мухаммад ибн Сабба и лидер клана Бени-Саид шейх Мухаммад ибн Саид, были разбиты правительственными войсками, и восстание против Абу Абдаллы провалилось. Когда экспедиция Убу Умара Усмана прибыла в Беджаю, к султану на аудиенцию прибыли лишь делегации Тенеса, Милианы, Медеа и нескольких племён. Экспедиция продолжала продвижение вглубь владений Абдальвадидов и подступила к Тлемсену 19 ноября 1466 года. Началась осада, но уже к исходу первого дня защитники начали вылазку, и состоялось тяжёлое сражение. На второй день город подвергся штурму, но он потерпел неудачу, а на следующий день дождь не позволил сражаться. Наконец, на четвёртый день прибыла делегация из города, чтобы просить султана о милости. Послы вручили Абу Умару Усману письмо от Абу Абдаллы III, который ещё раз признал сюзеренитет султана Туниса. Он также предложил руку одной из своих дочерей принцу Абу Закарии Яхья, сыну принца Аль-Масуда и внуку Абу Умара Усмана. После заключения соглашения тунисские войска 14 марта 1467 года оставили Тлемсен.
Абу Абдалла III без особых проблем оставался у власти до своей смерти, которая состоялась в промежутке между 1468 и 1470 годами. Он оставил шестерых сыновей, двое из которых впоследствии также правили Тлемсеном. Его преемником стал старший сын Абу Ташуфин III.